# Pachnoda kordofana
Pachnoda kordofana är en skalbaggsart som beskrevs av Moser 1914. Pachnoda kordofana ingår i släktet Pachnoda och familjen Cetoniidae. Inga underarter finns listade i Catalogue of Life.